# Erblichia madagascariensis
Erblichia madagascariensis là một loài thực vật có hoa trong họ Lạc tiên. Loài này được O.Hoffm. mô tả khoa học đầu tiên năm 1881.